# Badami Bagh
Badami Bagh là một thị xã quân sự (cantonment) của quận Srinagar thuộc bang Jammu và Kashmir, Ấn Độ.

## Nhân khẩu
Theo điều tra dân số năm 2001 của Ấn Độ, Badami Bagh có dân số 13.477 người. Phái nam chiếm 53% tổng số dân và phái nữ chiếm 47%. Badami Bagh có tỷ lệ 71% biết đọc biết viết, cao hơn tỷ lệ trung bình toàn quốc là 59,5%: tỷ lệ cho phái nam là 79%, và tỷ lệ cho phái nữ là 62%. Tại Badami Bagh, 6% dân số nhỏ hơn 6 tuổi.